# Finnischer Fußballpokal 1962
Der Finnische Fußballpokal 1962 (finnisch Suomen Cup 1962) war die achte Austragung des finnischen Pokalwettbewerbs. Er wurde vom finnischen Fußballverband ausgetragen. Das Finale fand am 21. Oktober 1962 im Olympiastadion Helsinki statt. 
Pokalsieger wurde Helsingin Palloseura. Das Team setzte sich im Finale gegen den Drittligisten Rovaniemi PS mit 5:0 durch und qualifizierte sich damit für den Europapokal der Pokalsieger. Titelverteidiger Kotkan Työväen Palloilijat war in der ersten Runde gegen BK-46 Karis ausgeschieden.
Alle Begegnungen wurden in einem Spiel ausgetragen. Bei unentschiedenem Ausgang wurde das Spiel auf des Gegners Platz wiederholt. Bis zur 3. Runde hatten unterklassige Teams Heimrecht.

## Teilnehmende Teams
Für die erste Hauptrunde waren 39 Vereine der ersten und zweiten Liga direkt qualifiziert. Dazu kamen 25 Mannschaften der dritten und vierten Liga, die nach drei Qualifikationsrunden startberechtigt waren.
| Veikkausliiga (9) | Ykkönen Ost (10) | Ykkönen West (11) | Ykkönen Nord (9) |
| --- | --- | --- | --- |
| - Haka Valkeakoski - Helsingin Palloseura - HJK Helsinki - Kronohagens IF - Kuopion PS - Lahden Reipas - TaPa Tampere - Turku PS - Vaasan PS | - Helsingin Ponnistus - Kotkan Jäntevä - Kotkan Työväen Palloilijat - Kuusankosken Puhti - Lahden Pallo-Miehet - Malmin Palloseura - Mikkelin Palloilijat - Töölön Vesa - Vaajakosken Pallo - Warkauden Pallo -35 | - Ilves-Kissat Tampere - Kalevan Pallo-Pojat - RU-38 Pori - Pallo-Iirot Rauma - Porin Karhut - Rauman Lukko - Rauman Pallo - Tampereen Kisa-Toverit - Turun Teräs - Turun Toverit - Valkeakosken Koskenpojat | - Gamlakarleby BK - Jakobstads BK - Kajaanin Palloilijat - Karihaaran Tenho - Kokkolan Palloveikot - Kuopion Elo - Kuopion Pallotoverit - Oulun Kärpät - Oulun Työväen Palloilijat |
| Maakuntasarja (16) | Maakuntasarja (16) | Maakuntasarja (16) | Aluesarja (9) |
| - Herttoniemen Urheilijat - Jämsänkosken Ilves - Joensuun Palloseura - Joensuun Pelitoverit - Kajaanin Palloseura - Käpylän Urheilu-Veikot   | - BK-46 Karis - Kotkan Reipas - Lapuan Virkiä - Rovaniemi PS - Saimaan Pallo | - Sudet Kouvola - Tampereen Pallo-Veikot - Tornion Pallo -47 - Turun Weikot - Voikkaan Pallo-Peikot | - Ådalens IF - Hyvinkään Apollo - Kokkolan Jymy - Lahden Palloseura - Lamminpään Korpi - Oulun Luistinseura - Savon Pallo - Turun Kisa-Toverit - Uudenkaupungin Roima              |

## 1. Runde
|                         | Ergebnis |                            |
| ----------------------- | -------- | -------------------------- |
| Lapuan Virkiä           | 5:2      | Karihaaran Tenho           |
| Oulun Luistinseura      | 1:6      | Kokkolan Palloveikot       |
| Kuopion Elo             | 3:1      | Mikkelin Palloilijat       |
| Porin Karhut            | 1:5      | Haka Valkeakoski           |
| Jämsänkosken Ilves      | 7:2      | Rauman Lukko               |
| Lahden Palloseura       | 2:6      | Helsingin Ponnistus        |
| Turun Toverit           | 4:3      | Turku PS                   |
| Kotkan Reipas           | 2:5      | Lahden Pallo-Miehet        |
| BK-46 Karis             | 3:2      | Kotkan Työväen Palloilijat |
| Herttoniemen Urheilijat | 2:4      | Helsingin Palloseura       |
| Kajaanin Palloseura     | 2:1      | Kuopion PS                 |
| Kuusankosken Puhti      | 1:4      | Lahden Reipas              |
| Turun Teräs             | 1:2      | RU-38 Pori                 |
| Turun Kisa-Toverit      | 1:3      | Pallo-Iirot Rauma          |
| Turun Weikot            | 3:1      | TaPa Tampere               |
| Sudet Kouvola           | 2:4      | Kronohagens IF             |
| Kokkolan Jymy           | 3:2      | Vaasan PS                  |
| Oulun Kärpät            | 4:1      | Gamlakarleby BK            |
| Rovaniemi PS            | 3:2      | Oulun Työväen Palloilijat  |
| Tornion Pallo -47       | kampflos | Jakobstads BK              |
| Ådalens IF              | 3:4      | Käpylän Urheilu-Veikot     |
| Tampereen Pallo-Veikot  | 4:3      | Tampereen Kisa-Toverit     |
| Lamminpään Korpi        | 3:2      | Valkeakosken Koskenpojat   |
| Kalevan Pallo-Pojat     | 2:0      | Ilves-Kissat Tampere       |
| Voikkaan Pallo-Peikot   | 5:4      | Töölön Vesa                |
| Hyvinkään Apollo        | 2:5      | Kotkan Jäntevä             |
| Savon Pallo             | 2:3      | Saimaan Pallo              |
| Joensuun Pelitoverit    | 2:1      | Kuopion Pallotoverit       |
| Joensuun Palloseura     | 4:7      | Warkauden Pallo -35        |
| Vaajakosken Pallo       | 0:8      | Kajaanin Palloilijat       |
| Uudenkaupungin Roima    | 1:2      | Rauman Pallo               |
| Malmin Palloseura       | 2:5      | HJK Helsinki               |

## 2. Runde
|                        | Ergebnis  |                        |
| ---------------------- | --------- | ---------------------- |
| Lapuan Virkiä          | 3:2       | Kokkolan Palloveikot   |
| Kuopion Elo            | 2:3       | Haka Valkeakoski       |
| Jämsänkosken Ilves     | 4:2       | Helsingin Ponnistus    |
| Turun Toverit          | 3:4       | Lahden Pallo-Miehet    |
| BK-46 Karis            | 3:5       | Helsingin Palloseura   |
| Kajaanin Palloseura    | 2:1       | Lahden Reipas          |
| RU-38 Pori             | 2:1       | Pallo-Iirot Rauma      |
| Turun Weikot           | 5:9       | Kronohagens IF         |
| Kokkolan Jymy          | 4:2       | Oulun Kärpät           |
| Rovaniemi PS           | 2:1       | Tornion Pallo -47      |
| Käpylän Urheilu-Veikot | 2:1       | Tampereen Pallo-Veikot |
| Lamminpään Korpi       | 2:4       | Kalevan Pallo-Pojat    |
| Voikkaan Pallo-Peikot  | 1:2       | Kotkan Jäntevä         |
| Saimaan Pallo          | 2:2 n. V. | Joensuun Pelitoverit   |
| Warkauden Pallo -35    | 3:1       | Kajaanin Palloilijat   |
| Rauman Pallo           | 1:2       | HJK Helsinki           |

### Wiederholungsspiel
|                      | Ergebnis |               |
| -------------------- | -------- | ------------- |
| Joensuun Pelitoverit | 3:1      | Saimaan Pallo |

## 3. Runde
|                        | Ergebnis  |                      |
| ---------------------- | --------- | -------------------- |
| Lapuan Virkiä          | 0:6       | Haka Valkeakoski     |
| Jämsänkosken Ilves     | 1:1 n. V. | Lahden Pallo-Miehet  |
| Helsingin Palloseura   | 5:1       | Kajaanin Palloseura  |
| RU-38 Pori             | 6:1       | Kronohagens IF       |
| Kokkolan Jymy          | 0:6       | Rovaniemi PS         |
| Käpylän Urheilu-Veikot | 1:3       | Kalevan Pallo-Pojat  |
| Kotkan Jäntevä         | 7:3       | Joensuun Pelitoverit |
| Warkauden Pallo -35    | 2:1       | HJK Helsinki         |

### Wiederholungsspiel
|                     | Ergebnis |                    |
| ------------------- | -------- | ------------------ |
| Lahden Pallo-Miehet | 2:1      | Jämsänkosken Ilves |

## Viertelfinale
|                      | Ergebnis |                     |
| -------------------- | -------- | ------------------- |
| Haka Valkeakoski     | 5:1      | Lahden Pallo-Miehet |
| Helsingin Palloseura | 5:1      | RU-38 Pori          |
| Rovaniemi PS         | 1:0      | Kalevan Pallo-Pojat |
| Kotkan Jäntevä       | 2:1      | Warkauden Pallo -35 |

## Halbfinale
|                  | Ergebnis |                      |
| ---------------- | -------- | -------------------- |
| Haka Valkeakoski | 2:4      | Helsingin Palloseura |
| Rovaniemi PS     | 4:2      | Kotkan Jäntevä       |

## Finale
| Paarung              | Helsingin Palloseura – Rovaniemi PS |
| Ergebnis             | 5:0 (2:0) |
| Datum                | 21. Oktober 1962 |
| Stadion              | Olympiastadion, Helsinki |
| Zuschauer            | 5.022 |
| Schiedsrichter       | Taisto Enckell |
| Tore                 | 1:0 Heikki Mustakari (27.) 2:0 Kai Pahlman (36.) 3:0 Heikki Mustakari (58.) 4:0 Teuvo Strömberg (61.) 5:0 Kai Pahlman (87.)                                                       |
| Helsingin Palloseura | Matti Korhonen – Alpo Lintamo, Henry Kiviniemi, Pentti Rautiainen – Raimo Lukander, Nils-Erik Vilen, Urho Laakso – Kaj Österberg, Teuvo Strömberg, Kai Pahlman, Heikki Mustakari. |